# Joséphine Ndagnou
Josephine Ndagnou (Galim, Camerún; 1964) es una directora, guionista, productora y actriz camerunesa que ha trabajado durante más de 15 años en Cameroon Radio Television (CRTV), la televisión nacional camerunesa, donde ha llegado a ser subdirectora gerente de producción.

## Biografía
Nacida en 1964 en Galim, asistió a la escuela primaria y secundaria en Camerún, continuando su educación en Francia, concretamente en la Escuela Superior de Producción Audiovisual en París, luego continuó con una maestría en producción en la Sorbona.
Su carrera como actriz comenzó en la década de 1990 en exitosas películas de televisión camerunesas, L'étoile de Noudi, Le retraité y Japhet and Ginette, que contribuyeron en gran medida a su notoriedad en el país africano. Gracias a estas películas fue conocida por el seudónimo Ta Zibi. En 2005, regresó al cine en la película Les Saignantes de Jean-Pierre Bekolo.
Su primer largometraje Paris à tout prix, que escribió y dirigió, y donde interpreta al personaje principal de Suzy, se estrenó en 2007. Bien recibida, esta película sobre inmigración y prostitución fue un éxito en África, y un largometraje galardonado, en 2009, en el panafricano de cine y televisión de Uagadugú y en el festival Vues d'Afrique de Montreal.

## Filmografía

### Directora
- Paris a Tout Prix (2007)

### Actriz
- L'étoile de Noudi
- Le retraité
- Japhet and Ginette

- Les Saignantes (2005)